# Novopostroiene, Ohtîrka
Novopostroiene (în ucraineană Новопостроєне) este un sat în comuna Lantrativka din raionul Ohtîrka, regiunea Sumî, Ucraina.

## Demografie
Componența lingvistică a localității Novopostroiene
     Ucraineană (95,86%)
     Rusă (4,14%)
Conform recensământului din 2001, majoritatea populației localității Novopostroiene era vorbitoare de ucraineană (95,86%), existând în minoritate și vorbitori de rusă (4,14%).